# Bernardino Montañés
Bernardino Montañés Pérez (Zaragoza, 20 de mayo de 1825 - 6 de enero de 1893) fue un pintor aragonés.

## Biografía
Sus primeros estudios los desarrolló en la Escuela de Bellas Artes de Zaragoza y más tarde en la Real Academia de Bellas Artes de San Fernando de Madrid. En 1848, el gobierno de Isabel II le beca para completar su formación artística en Roma. Al regresar, se convirtió en docente auxiliar de dibujo en la academia madrileña, hasta convertirse en titular en 1859 y en director en 1886. Es destacable también su trabajo durante varios años como conservador del Museo de Zaragoza.

## Obra
Su obra ha sido considerada como ecléctica, al combinar las corrientes del neoclasicismo con el rococó. La mayor parte de la producción artística de Montañés fueron retratos y pinturas religiosas, siendo muy solicitado por la sociedad aragonesa.
Una parte importante de su trabajo se desarrolló hacia 1872, al concluirse la obra de El Pilar. Entonces se solicitó a Montañés para pintar algunos cuadros de la cúpula mayor, pintando alrededor de seis. Entre estos destaca una Coronación de la Virgen.